# Axel Nordlander
Axel Nordlander   (Norrbärke, 21 de setembre de 1879 - Helsingborg, 30 d'abril de 1962) fou un oficial i genet suec, guanyador de dues medalles olímpiques.

## Biografia
Va néixer el 21 de setembre de 1879 a la ciutat de Norrbärke, població situada al comtat de Dalarna. Va morir el 30 d'abril de 1962 a la ciutat de Helsingborg, població situada al comtat d'Escània.

## Carrera esportiva
Especialista en el concurs complet d'equitació va participar, als 32 anys, en els Jocs Olímpics d'Estiu de 1912 realitzats a Estocolm (Suècia), on va aconseguir guanyar la medalla d'or tant en la prova individual com en la prova per equips.